# Криогенный насос
Криогенный насос — один из видов современных вакуумных насосов (высоковакуумный насос). Эта разновидность имеет широкое использование во многих промышленных областях и в тех сферах, где необходим относительно чистый вакуум, высокая скорость действия и высокая производительность.

## Принцип работы
Известно, что механические насосы не могут полностью откачать газ из какой-либо полости — длины свободного пробега молекул становятся сопоставимы с размерами полости. Вещество перестаёт вести себя, «как газ», и начинает вести себя «как вакуум». Поэтому, для дальнейшего удаления остающегося в полости вещества, и применяются криогенные насосы.
По принципу действия криогенный насос очень прост. Он представляет собой сосуд, в который налит жидкий гелий. Внешняя стенка сосуда является «холодной стенкой» криогенного насоса (на ней и расположен адсорбционный «кокосовый» фильтр). Молекулы газа, подлежащие удалению из вакуумируемой полости, соприкасаются с холодной стенкой насоса. При этом они «прилипают» к стенке и поглощаются адсорбционным фильтром. В результате работы криогенного насоса давление в откачиваемой полости становится ниже на несколько порядков, по сравнению с самым эффективным механическим насосом.

## Применение
Такие агрегаты используются в испарителях вакуумного типа, при промышленном напылении сверхтонких плёнок в полупроводниках, оптоэлектроники, при производстве диодов и фотоэлементов. Широко применяются крионасосы в космической и авиационной промышленности.
Также Международный экспериментальный термоядерный реактор использует криогенные насосы для откачки продуктов термоядерной реакции и загрязнений из вакуумной камеры.